# 基謝利納河
50°13′46″N 20°43′35″E / 50.22944°N 20.72639°E
基謝利納河是波蘭的河流，位於該國西南部，處於小波蘭省，該河流屬於維斯瓦河的右支流，河道全長41公里，流域面積166平方公里。